# كازوكي كورانوكي
كازوكي كورانوكي (باليابانية: 倉貫 一毅) (10 نوفمبر 1978 في أوتسو في اليابان – )؛ هو لاعب كرة قدم ياباني سابق كان يلعب كلاعب وسط.

## وصلات خارجية
- كازوكي كورانوكي على موقع رابطة كرة القدم اليابانية للمحترفين (اليابانية)
- كازوكي كورانوكي على موقع قاعدة بيانات كرة القدم.إي يو (الإنجليزية)
- كازوكي كورانوكي على موقع Soccerway.com (الإنجليزية)
- كازوكي كورانوكي على موقع عالم كرة القدم.نت (الإنجليزية)